# Noordse kampoot
De noordse kampoot (Zelotes subterraneus) is een spinnensoort in de taxonomische indeling van de bodemjachtspinnen (Gnaphosidae). De spin jaagt 's nachts en verschuilt zich overdag onder rotsen en bladeren. Het lijf van de spin is ovaalvormig, smal en puntig aan de achterzijde. 
Het dier behoort tot het geslacht Zelotes. De wetenschappelijke naam van de soort werd voor het eerst geldig gepubliceerd in 1833 door Carl Ludwig Koch als Melanophora subterranea. Ralph Vary Chamberlin deelde ze in 1922 in bij het geslacht Zelotes.